# 이시마 (세토 내해)

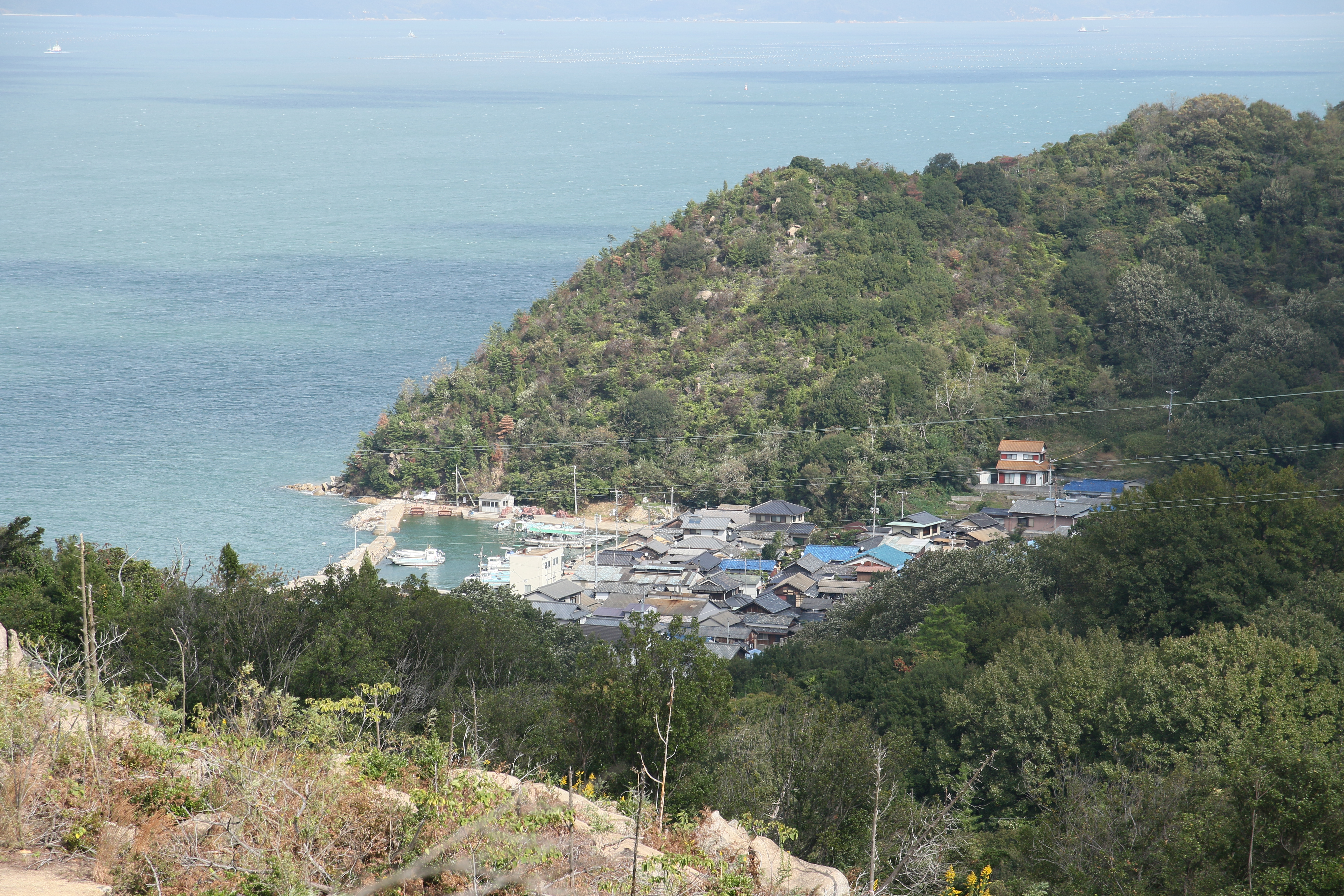

이시마(井島, 石島)는 시코쿠 지방 가가와현과 혼슈 주부지방 오카야마현에 걸친 섬이다.